# Sankofa (película)
Sankofa (amárico: ሳንኮፋ) es una película dramática de 1993 producida en Etiopía y dirigida por Haile Gerima centrada en la trata de esclavos en el Atlántico. La historia presenta a Oyafunmike Ogunlano, Kofi Ghanaba, Mutabaruka, Alexandra Duah y Afemo Omilami. La palabra Sankofa deriva su significado del idioma Akan de Ghana, que significa "regresar, buscar y obtener sabiduría, poder y esperanza", según la Dra. Anna Julia Cooper. La palabra Sankofa enfatiza la importancia de que uno no se aleje demasiado del pasado para poder progresar en el futuro. En la película, está representado por un pájaro y los cantos y los tambores de un tambor divino.

## Sinopsis
El anciano Sankofa (Kofi Ghanaba), está tocando tambores africanos y cantando la frase "Espíritu persistente de los muertos, levántate", como forma de comunicación con sus antepasados africanos. Él cree que su percusión es esencial para traer de vuelta a casa los espíritus de sus antepasados asesinados en la diáspora africana. Mona (Oyafunmike Ogunlano) es una modelo afroamericana en el rodaje de una película en Ghana. Ella ha estado desconectada de sus raíces africanas, por lo que aunque realiza una sesión en el Castillo de la Costa del Cabo, no sabe que este se utilizó históricamente para el comercio de esclavos. Mientras está modelando en la playa, se encuentra con el misterioso anciano Sankofa. Él le recuerda persistentemente que regrese a su pasado y es muy beligerante cuando se trata de mantener sagrado el lugar, por lo que intenta expulsar a los turistas blancos del castillo. Cuando Mona decide ir a echar un vistazo dentro del castillo, queda atrapada y entra en una especie de trance en el que está rodeada de esclavos encadenados que parecen haber resucitado de entre los muertos. Intenta salir corriendo del castillo y se encuentra con esclavistas blancos a los que intenta convencer de que ella es de ascendencia estadounidense y no africana. Sin embargo ellos no le prestan atención al reclamo, le quitan la ropa y le ponen una plancha caliente en la espalda.

## Elenco
- Kofi Ghanaba como Sankofa
- Oyafunmike Ogunlano como Mona/Shola,
- Alexandra Duah como Nunu
- Nick Medley como Joe
- Mutabaruka como Shango
- Afemo Omilami
- Reggie Carter
- Mzuri
- Jimmy Lee Savage
- Hasinatu Camara
- Jim Faircloth
- Stanley Michelson
- John A. Mason
- Louise Reid
- Roger doctor
- Alditz McKenzie
- Chrispan Rigby
- Maxwell Parris
- Hossana Ghanaba

## Recepción
Ganó el gran premio en el Festival de Cine Africano en Italia y Mejor Fotografía en el Festival de Cine Panafricano FESPACO en Burkina Faso.
También figura como una de las 500 películas absolutamente esenciales para cultivar un gran gusto en el cine por profesores de estudios cinematográficos de la Universidad de Harvard, bajo el título "Las películas más esenciales en la historia del cine mundial, 1980-2000".

## Nominaciones
Fue nominada al Oso de Oro en el 43 ° Festival Internacional de Cine de Berlín.

## Relanzamiento
En 2021, ARRAY remasterizó la película en 4K con presentación limitadada en cines y se estrenó en Netflix el 24 de septiembre.

## Otras lecturas
- Pamela Woolford, PDF "Filmar la esclavitud: una conversación con Haile Gerima" Transición, núm. 64. (1994), págs. 90-104.